# Lexus LF-CC
Lexus LF-CC – samochód koncepcyjny o napędzie hybrydowym, przedstawiony przez należącą do koncernu Toyota firmę Lexus w 2012 r. na Międzynarodowym Salonie Samochodowym w Paryżu. Oznaczenie modelu pochodzi od słów „Lexus Future-Compact Coupe”.
Luksusowe, dwudrzwiowe coupe z napędem na tylne koła wyposażono w jednostkę napędową Lexus Hybrid Drive z pracującym w cyklu Atkinsona czterocylindrowym silnikiem rzędowym o pojemności skokowej 2,5 litra. Potrójne reflektory wykonano w technologii LED. Elementy stylistyki nadwozia koncepcyjnego LF-CC zapowiadały nową generację modelu Lexus IS.